# Arthur Gravel
Arthur Gravel född 4 juli 1904 i Montréal, död där 7 mars 1984, var en kanadensisk vinteridrottare. Han deltog i de olympiska spelen 1932 i Lake Placid. I nordisk kombination kom han på 30:e plats. 